# Fröderyds landskommun
Fröderyds landskommun var en tidigare kommun i Jönköpings län.

## Administrativ historik
När 1862 års kommunalförordningar trädde i kraft den 1 januari 1863 inrättades i Sverige cirka 2 400 landskommuner samt 89 städer och ett mindre antal köpingar.
Då inrättades i Fröderyds socken i Västra härad i Småland denna kommun.
Vid kommunreformen 1952 uppgick den i Bäckaby landskommun. När denna 1971 upplöstes övergick denna del till Vetlanda kommun. 

## Politik

### Mandatfördelning i Fröderyds landskommun 1938-1946
| 17 |

| 17 |

| 3 | 14 |

| 17 |

| 2 | 13 | 2 |

| 17 |